# Хильдегард Уайтерс
Хильдегард Уайтерс (в обиходе Хильда Уайтерс) — детектив-любитель, созданная американским детективным писателем Стюартом Палмером. Хильдегард — обычная школьная учительница лет сорока, как говорит о ней Палмер в романе «Убийство у школьной доски».

## Личность
Хильдегард Уайтерс — типичный детектив: она всегда пренебрежительно относится к методам полиции и старается опередить её. Хильдегард тщательно расследует не только места преступлений и личные вещи убитых, но и места возле места преступления и чужие, кажущиеся обычными, вещи. Основным помощником мисс Уайтерс чаще всего является инспектор Оскар Пайпер. Он и является официальным расследователем большинства её дел, но, по словам самой Хильдегард,
Конечно, он почти всегда ошибается, зато как уверенно обо всём рассуждает!

## Популярность
В США детективы Палмера о школьной учительнице пользовались большой популярностью. Стюарт Палмер в 1954—1955 годах был президентом ассоциации детективных писателей США (Mystery writers of America), в который входили такие знаменитые писатели, как Стаут и другие. Также в США романы о приключениях Хильдегард Уайтерс неоднократно переиздаются.
За границей мисс Уайтерс была не особенно знаменита до некоторого времени, но потом лучшие из произведений («Убийство в бассейне с пингвинами», «Убийство у школьной доски» и др.) стали активно переводиться в том числе и в России. Возможно, Хильдегард Уайтерс привлекала читателей тем, что была своеобразной американской мисс Марпл.